# شورگز
شورگز یا گز سنبله باریک، (نام علمی: Tamarix leptopetala) نام یک گونه از سرده گز است. بیشتر در حاشیه رودها و آبهای شور می‌روید. دامنه رویش طبیعی آن، ایران ترکمنستان و ماوراء قفقاز است.